# Sven Schultze
Pour les articles homonymes, voir Schultze.
Ne doit pas être confondu avec Sven Schulze.
Sven Schultze, né le 11 juillet 1978 à Bamberg, en Allemagne de l'Ouest, est un joueur allemand de basket-ball, évoluant au poste d'ailier fort. 

## Carrière

### Palmarès
- Finaliste du championnat d'Europe 2005